# Catemu
Catemu este un oraș și comună din provincia San Felipe de Aconcagua, regiunea Valparaíso, Chile, cu o populație de 13.285 locuitori (2012) și o suprafață de 361,6 km2.